# Cleanto Maranhão
Cleanto Inácio de Loyola Paes Barreto de Albuquerque Maranhão , conhecido como Cleanto Maranhão (Natal, 1910 — Rio de Janeiro, 1947) foi um escritor e político brasileiro, tendo sido prefeito de Paraty em 1946.

## Biografia
Cleanto Maranhão foi um dos cinco filhos do potiguar Alberto Frederico de Albuquerque Maranhão (1872-1944). Viveu em Paraty, após Alberto Maranhão adquirir a fazenda Taquari (localizada no sertão do Taquari). Em 1946 foi nomeado o décimo nono prefeito de Paraty, tendo sido precedido por João Salustiano Gomes Calixto e sucedido por João Apolônio dos Santos Pádua. Faleceu em 1947, vítima de tuberculose, após ter sido levado para tratamento na capital do estado do Rio de Janeiro. 